# ミラクル・ワールド ブッシュマン
『ミラクル・ワールド ブッシュマン』（原題: The Gods Must Be Crazy）は、ジャミー・ユイス監督による1980年製作の南アフリカ共和国のコメディ映画。現在は『コイサンマン』に改題されている。

## 概説
南アフリカ・ボツワナ共和国の砂漠に居住する、当時ブッシュメンと呼ばれていたサン人の生活をコメディタッチで描いた作品。1989年には続編の『コイサンマン』が制作されている。主演のニカウは日本でも人気者となり、1983年に来日している。
日本での配給収入は23億7000万円で、1982年の年間1位である。

## あらすじ
カラハリ砂漠上空を飛行していた自家用機のパイロットが投げ捨てたコーラの瓶が、ブッシュマンの集落の近くに落下した。ブッシュマンにとってコーラの瓶は水を運ぶ器にも、楽器にも、なめし皮の模様付けにも使える魔法のような道具だったが、一つしかない便利な道具をめぐって集落の中で見苦しい争いが発生するようになってしまった。
平和を愛するブッシュマンのカイは、争いの元となるコーラの瓶を「良くない物」とみなし、誰も二度と手にしないように「地の果て」へ捨てに行く旅に出るが、食糧を得るために牧場のヤギを殺したため逮捕されてしまう。生物学者のスタインが、カイの窮地を救い旅に同行するが、地元で教師をしているケイトや教え子たちを人質にとって逃亡中のテロリストに遭遇して、さらなる大騒動が繰り広げられるのであった。

## キャスト
| 役名                   | 俳優                   | 日本語吹替 | 日本語吹替 | 日本語吹替 | 日本語吹替 |
| 役名                   | 俳優                   | 劇場公開版 | フジテレビ版 | TBS版 | Netflix版  |
| ---------------------- | ---------------------- | ---------- | --- | --- | ---------- |
| カイ（キコ）           | ニカウ                 | 原語流用   | 原語流用 | 原語流用 | 原語流用   |
| アンドリュー・スタイン | マリウス・ウェイヤーズ | 原語流用   | 堀勝之祐 | 田中秀幸 |            |
| ケイト・トンプソン     | サンドラ・プリンスロー | 原語流用   | 田島令子 | 戸田恵子 |            |
| ムプディ               | マイケル・サイス       | 原語流用   | 雨森雅司 | |            |
| ナレーター             | パディ・オバーン       | 仲村秀生   | 武田鉄矢 | 広川太一郎 | 内田直哉   |
| その他                 |                        |            | 滝口順平 納谷六朗 たてかべ和也 田中康郎 緑川稔 加藤正之 清川元夢 広瀬正志 有本欽隆 笹岡繁蔵 米山あつ子 大隅潤子 平林尚三 目黒裕一 中原茂 中川まり子 藤原千秋 滝本沙樹 | 千田光男 内海賢二 曽我部和恭 筈見純 笹岡繁蔵 仲木隆司 徳丸完 城山知馨夫 亀井三郎 荒川太郎 高宮俊介 森利也 伊井篤史 小形満 高山ゆかり 大谷育江 |            |
| 日本語版スタッフ       |                        |            | | |            |
| 演出                   |                        |            | 春日正伸 | |            |
| 翻訳                   |                        |            | 宇津木道子 | |            |
| 調整                   |                        |            | 遠西勝三 | |            |
| 効果                   |                        |            | 南部満治 大橋勝次 | |            |
| 選曲                   |                        |            | 河合直 | |            |
| 配給                   |                        |            | 東宝東和 | |            |
| 担当                   |                        |            | 関一由 | |            |
| 解説                   |                        |            | 高島忠夫 | 有村かおり |            |
| 制作                   |                        |            | ニュージャパンフィルム | |            |
| 初回放送               |                        |            | 1983年4月2日 『ゴールデン洋画劇場』 | 1990年11月21日 『水曜ロードショー』 |            |

- 劇場公開版：VHS収録（DVD未収録）